# Zambeze (cidade)
Zambeze (Zambezi) é uma cidade e um distrito da Zâmbia, localizados na província Noroeste.